# Liste der Kulturdenkmäler in Waldhausen (Weilburg)
Die folgende Liste enthält die in der Denkmaltopographie ausgewiesenen Kulturdenkmäler auf dem Gebiet des Ortsteils Waldhausen der  Stadt Weilburg, Landkreis Limburg-Weilburg, Hessen.
Hinweis: Die Reihenfolge der Denkmäler in dieser Liste orientiert sich an der Anschrift, alternativ ist sie auch nach der Bezeichnung, der vom Landesamt für Denkmalpflege vergebenen Nummer oder der Bauzeit sortierbar.
Kulturdenkmäler werden fortlaufend im Denkmalverzeichnis des Landes Hessen durch das Landesamt für Denkmalpflege Hessen auf Basis des Hessischen Denkmalschutzgesetzes (HDSchG) geführt. Die Schutzwürdigkeit eines Kulturdenkmals hängt nicht von der Eintragung in das Denkmalverzeichnis des Landes Hessen oder der Veröffentlichung in der Denkmaltopographie ab.

| Bild            | Bezeichnung                                                   | Lage                                                    | Beschreibung | Bauzeit                | Objekt-Nr. |
| --------------- | ------------------------------------------------------------- | ------------------------------------------------------- | --- | ---------------------- | ---------- |
| weitere Bilder  | Dorfbrunnen, um 1850. Denkmal der nassauischen Eisenindustrie | Bergstraße LageFlur: 1, Flurstück: 204                  | Kastenbecken aus starkem Walzblech und Gussteilen mit schmückenden Leisten und Rosetten. Bei der neuerlichen Zusammenstellung wurde die Pumpsäule mit dem Schwengel hinzugefügt. Das Material stammt im Kreisgebiet meist aus Diezer Produktion nach 1850. Denkmal der nassauischen Eisenindustrie und dörflichen Wasserversorgung vor dem späteren Leitungsbau. | 1845 bis 1855          | 52526 DDB  |
| Bild gesucht BW | Ehemaliges Hofreitenhäuschen, erbaut Anfang des 18. Jh.       | Lindenstraße 25 LageFlur: 1, Flurstück: 161             | Ehemaliges Hofreitenhäuschen, das in der heute veränderten Ortsstraße einen malerischen Akzent setzt. Erbaut Anfang des 18. Jahrhunderts. Über dem niedrigen Sockel biedermeierlicher, versetzter Eingang. Das OG der dem Ort zugewandten Schaufassade teilen regelhafte Mannformen in zwei Zonen. Die Fensterung teilweise geschlossen und in den Brüstungsfeldern genaste Zierstreben. Auch profilierte Schwelle und Rähmhölzer. | Anfang 18. Jahrhundert | 52527 DDB  |
| weitere Bilder  | Ehemalige Volksschule, erbaut um 1920                         | Merenberger Straße LageFlur: 1, Flurstück: 365          | Ehemalige Volksschule; Neuklassizistischer Putzbau der 1920er Jahre. Errichtet außerhalb des engen Ortskerns und mit der Straße über eine kleine Fußallee verbunden. Die symmetrisch-stattliche Gestaltung mit einem Werksteinportal setzt sich auf dem Walmdach fort mit drei breiten Giebelgauben und einem Uhrentürmchen. Rückseitig das dazugehörige Nebengebäude mit den Abtritten. Gleichfalls ein Walmdachbau mit breitem Giebelrisalit. Heute Kindergarten. | Anfang 20. Jahrhundert | 52528 DDB  |
| weitere Bilder  | dreizoniges Einhausgehöft um 1800                             | Merenberger Straße 15 LageFlur: 1, Flurstück: 354       | Stattlich wirkendes, dreizoniges Einhausgehöft, das sich giebelständig weit in die Straßenkurve hineinschiebt. Größer als üblich ist der abschließende Stall- und Tennentrakt. Der Wohnteil verkleidet und am giebelseitigen OG mit alter Fensterung. Erhalten auch die biedermeierliche Haustüre und kleine Treppe aus Lahnmarmor. Das regelhafte Fachwerk, mehr noch aber die Bauproportionen selbst, und die Dachform verraten die Entstehung um 1800. | 1795 bis 1805          | 52530 DDB  |
| weitere Bilder  | Einhausgehöft, erbaut Anfang des 18. Jh.                      | Merenberger Straße 2 LageFlur: 1, Flurstück: 288        | Einhausgehöft noch der 1. Hälfte des 18. Jahrhunderts. Die Dreizonenteilung ist gut ablesbar, wobei der Scheunentrakt an das Ende gerückt wurde. Das Fachwerk der Eingangsseite zeichnet sich durch Mannformen aus und ein teilweise erhaltenes, profiliertes EG-Rähm mit Balkenköpfen. Hier auch Fenstergruppierung. Gute, biedermeierliche Oberlichttüre. Für das Ortsbild ist wesentlich die markante Lage im Straßenschnittpunkt. | Anfang 18. Jahrhundert | 52529 DDB  |
| Bild gesucht BW | Wohnhäuschen einer ehemaligen Hofreite, erbaut um 1800        | Merenberger Straße 28 LageFlur: 1, Flurstück: 304       | Wohnhäuschen einer ehemaligen Hofreite, die offen gruppiert am Waldbach stand. Die interessante Stallscheune wurde abgebrochen. Das um 1800 errichtete Anwesen war Sitz eines nebenbäuerlichen Bergarbeiters oder dgl. Das Wohnhaus ist ein für die Zeit musterhafter, konstruktiv-schlichter Fachwerkbau. Gerade und mäßig starke Streben und Stiele geben die zweizonige Teilung an. | 1795 bis 1805          | 52531 DDB  |
| weitere Bilder  | Alte Schule, erbaut 1805                                      | Schulstraße 8 LageFlur: 1, Flurstück: 19                | Diese Schule wurde 1805 im Bereich des älteren Ortskerns von Waldhausen errichtet. Hier besetzt das Haus einen Eckplatz an der bogig verlaufenden Schulstraße. Verputzter Fachwerkbau von breiter, lagerhafter Form mit abgewalmten Giebelseiten und einem vormaligen oktogonalen Haubenreitertürmchen auf dem First. Alte Eingangssituation. Ein Schulbau älterer Art und noch aus der Zeit vor der Reform von 1817. | 1805                   | 52532 DDB  |
| weitere Bilder  | Ehemalige Grube 'Waldhausen'                                  | LageFlur: 8, Flurstück: 68/5, 68/6, 69, 70/1, 70/2; 325 | Südöstlich des Ortes im sog. Distrikt „Eisenberg“. Verleihungen erfolgten 1822 auf Eisenstein, 1845 auf Mangan und 1861 auf Kupfererze. Maßgeblich blieb der hier verbreitete Roteisenstein. Nach Erwerb durch die Fa. Krupp in Essen wurde 1907 der „Tiefe Stollen“ aufgefahren. Der lange Zeit umfangreichere Tagebau kam in den 20er und 30er Jahren wegen des hohen Kieselsäuregehalts zum Erliegen. 1966 wurde der Untertagebetrieb eingestellt, da die Lagerstätten an geeignetem Roherz für den geschätzten Temperguss erschöpft waren. Die am Walderbach aufgereihten Bauten der Tagesanlage entstanden meist unmittelbar nach 1945. Es folgen nach dem Stolleneingang von West nach Ost der Wohn- und Betriebsleiterbau, die Waschkaue, der Förderturm mit Maschinenhaus, Werkstätten und die Aufbereitungshallen. Der 1936 in der nahen Zentralwerkstatt Tiefenbach konstruierte Förderturm der Grube „Würgengel“ kam 1951 zur Aufstellung. Vielfach noch vorhanden ist die elementar technische Ausstattung der betrieblichen Infrastruktur. Die Zeche vermittelt in Ordnung und Größe ein charakteristisches Bild des meist kleinmaßstäblichen Bergbaus im Lahn-Dill-Gebiet und Weilburger Revier. Sie ist deshalb ein schützenswertes Kulturdenkmal aus der letzten Phase des hessischen Bergbaues. |                        | 52533 DDB  |